# Artificial Intelligence (sorozat)
Az Artifical Intelligence (mesterséges intelligencia) a Warp Records brit elektronikus zenei kiadó által létrehozott nyolcrészes sorozat, mely különböző előadók munkáiból lett összeválogatva.
A lemezsorozat az 1990-es évek elejétől megjelent munkákat tartalmaz, melyek azzal a céllal lettek összeválogatva, hogy irányt mutassanak az eljövendő (post-rave electronic) elektronikus zenei irányzatoknak, melyek az aktív tánczene helyett már inkább az úgynevezett „home listening” – elgondolkodtató, megértendő elektronikus zenei stílusokat helyezi előtérbe (lásd: IDM).
A sorozatot olyan előadók munkáiból állították össze, akik később a modern elektronikus zene, techno és az ambient stílusában lettek ismertek. Ők például Alex Paterson, Plaid, Richard D. James, Richie Hawtin, és az Autechre. Az albumok mindegyike megjelent bakeliten és CD-n is, és néhányuk limitált példányszámban megjelent áttetsző, vagy színes bakeliten is.

## Lemezek
- Artificial Intelligence (válogatáslemez) WARP6 – 1992
- Polygon Window (Aphex Twin) – Surfing on Sine Waves WARP7 – 1993
- Black Dog Productions – Bytes WARP8 – 1993
- B12 – Electro-Soma WARP9 – 1993
- FUSE (Richie Hawtin) – Dimension Intrusion WARP12 – 1993
- Speedy J – Ginger WARP14 – 1993
- Autechre – Incunabula WARP17 – 1993
- Artificial Intelligence II (válogatáslemez) WARP23 – 1994